# Termitenspecht
Der Termitenspecht (Pardipicus nivosus, Syn. Pardipicus nivosa) ist eine Vogelart aus der Familie der Spechte (Picidae). Diese sehr kleine Spechtart besiedelt den Süden Westafrikas und das westliche Zentralafrika. Sie bewohnt in erster Linie den tropischen Regenwald des Flachlandes, aber auch dichten Sekundärwald, Gmelina-Waldland, mosaikartig zusammengesetzte Wald-, Busch- und Graslandschaften sowie Gärten. Die überwiegend in der unteren Baumschicht gesuchte Nahrung besteht vorwiegend aus Ameisen der Gattung Crematogaster und Termiten.
Die Art ist im größten Teil ihres Verbreitungsgebietes recht häufig bis häufig. Der Bestand gilt als stabil, der Termitenspecht wird von der IUCN daher als ungefährdet („least concern“) eingestuft.

## Beschreibung
Termitenspechte sind sehr kleine und insgesamt sehr dunkle Spechte mit kurzem und an der Basis schmalem Schnabel. Der Schnabelfirst ist nach unten gebogen. Die Körperlänge beträgt etwa 14–16 cm, das Gewicht 30–49 g; sie sind damit so groß wie ein Kleinspecht, aber fast doppelt so schwer. Die Art zeigt bezüglich der Färbung einen nicht sehr auffallenden Geschlechtsdimorphismus.
Bei Männchen der Nominatform ist die Oberseite einschließlich Bürzel, Oberschwanzdecken und Oberflügeldecken einfarbig bronze-grün, sehr selten mit einigen hellen Flecken. Die Schwingen sind braun mit grünen Säumen und auf den Innenfahnen gelbgrün gebändert. Die Außenfahnen zeigen eine helle Fleckung. Die Schwanzoberseite ist schwärzlich braun. Die gesamte Unterseite des Rumpfes ist dunkel olivgrün. Der Bereich von der Kehle bis zur unteren Brust ist auf diesem Grund beige-weißlich gefleckt, zum Schwanz hin und auf den Flanken wird die Fleckung eher bindenartig. Die Unterflügel sind gelblich. Der Unterschwanz ist schwärzlich braun, die Schwanzaußenfedern zeigen gelbliche Anteile.
Stirn und Oberkopf sind dunkel grünoliv oder noch etwas dunkler, der Hinterkopf ist rot. Kinn, Zügel und die Kopfseiten sind auf weißlichem, manchmal etwas beigem Grund kräftig oliv gestrichelt, gelegentlich ist ein schwacher heller Überaugenstreif hinter dem Auge erkennbar.
Der Oberschnabel ist schieferschwarz, der Unterschnabel bläulich oder grünlich grau. Beine und Zehen sind oliv bis grünlich. Die Iris ist rötlich braun bis rot, der Augenring matt oliv.
Beim Weibchen fehlt nur die rote Hinterkopfpartie; dieser Bereich ist wie der übrige Oberkopf schwärzlich oliv.

## Lautäußerungen
Die häufigsten Rufe klingen wie „preeew“ und trillernd „dee-dee-dee...“, bei Begegnungen von Artgenossen werden Rufe etwa wie „te-te-te“ geäußert.

## Systematik
Winkler et al. erkennen drei wenig differenzierte Unterarten an:
- Pardipicus nivosus nivosus (Swainson, 1837)[2] – Westlicher Teil des Verbreitungsgebietes von Senegambia nach Osten bis Kamerun und bis in den Westen der Demokratischen Republik Kongo, nach Süden bis Angola und bis in den Nordwesten von Sambia. Die Nominatform ist oben beschrieben.
- P. n. poensis Alexander, 1903[3] – Endemit der Insel Bioko. Bauch weißer als bei Nominatform, Schwanz etwas gelber, Brustfleckung mehr bindenartig.
- P. n. herberti (Alexander, 1908)[4] – Östlicher Teil des Verbreitungsgebietes, Zentralafrikanische Republik und vom Sudan bis Kenia, nach Süden bis in die mittlere und östliche Demokratische Republik Kongo. Etwas kleiner als Nominatform, Oberseite mehr grün und weniger bronzefarben, Unterseite gelber, Brustfleckung mehr bindenartig und Bauch durch breitere helle Binden insgesamt heller wirkend, Oberschwanz grüner. Schwingen und Steuerfedern zeigen mehr gelb auf den Kielen.

Dendromus efulenensis (Chubb, 1908) wird heute als Synonym zur Nominatform betrachtet. Campethera nivosus canzelae Meise, 1958 und Campethera nivosa yalensis Bowen, 1931 werden als Synonyme zu P. n. herberti betrachtet. Etwas komplizierter ist die Lage bei Campethera nivosus maximus Traylor, 1970. Einige Autoren ordnen diese als weitere Unterart ein, während andere Autoren aufgrund von fehlendem Vergleichsmaterial darin eher ein Synonym zur Nominatform sehen.

## Verbreitung und Lebensraum
Das Verbreitungsgebiet des Termitenspechts umfasst den Süden Westafrikas und das westliche Zentralafrika. In Westafrika kommt die Art von Senegambia bis im Südosten Nigerias vor, von dort nach Osten bis in den äußersten Südwesten des Sudan und in den Westen Kenias. Nach Süden erstreckt sich die Verbreitung bis in den Nordwesten Angolas und den Nordwesten von Sambia. Möglicherweise ist die Art noch weiter verbreitet. Die Größe des Gesamtverbreitungsgebietes wird auf 3,79 Mio. km² geschätzt.
Die Art bewohnt in erster Linie den Tropischen Regenwald des Flachlandes, aber auch dichten Sekundärwald, Gmelina-Waldland, mosaikartig zusammengesetzte Wald-, Busch- und Graslandschaften sowie Gärten. Die Tiere bleiben meist unter 950 m Höhe, selten erfolgen Nachweise bis in 1800 m Höhe.

## Lebensweise
Termitenspechte sind nicht scheu, aber nicht auffällig und wenig lautfreudig, sie werden daher häufig übersehen. Sie werden meist paarweise angetroffen und schließen sich häufig gemischten Vogeltrupps an. Die überwiegend in der unteren Baumschicht gesuchte Nahrung besteht vorwiegend aus Ameisen der Gattung Crematogaster und Termiten. Nahrungsobjekte werden vor allem durch Hämmern und Ablesen erlangt.
Die Art brütet zwischen November und Juni. Die Höhlen werden in Bäumen in den Nestern baumbewohnender Ameisen und Termiten angelegt, gelegentlich auch in Holz. Die Gelege umfassen zwei Eier, weitere Angaben zur Brutbiologie liegen bisher nicht vor.

## Bestand und Gefährdung
Angaben zur Größe des Weltbestandes sind nicht verfügbar. Die Art ist im größten Teil ihres Verbreitungsgebietes recht häufig bis häufig. Der Bestand gilt als stabil, der Termitenspecht wird von der IUCN daher als ungefährdet („least concern“) eingestuft.